# عملیات سفیدبرفی

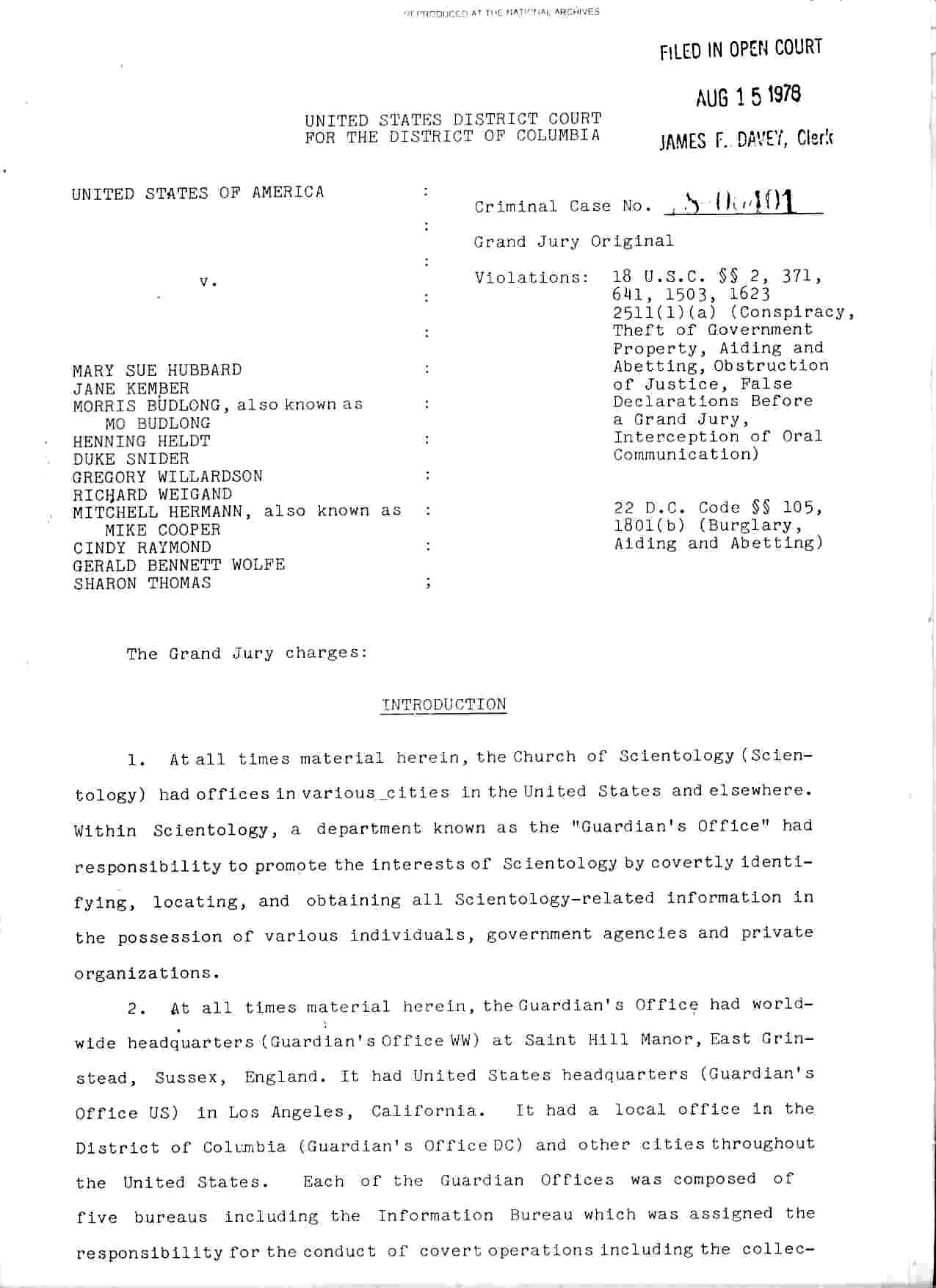

عملیات سفید برفی نامی است که کلیسای ساینتولوژی بر روی پروژه نفوذ و پاکسازی پرونده‌ها وسوابق ساینتولوژی و رهبر آن ال ران هابارد در دهه ۱۹۷۰ گذاشته بود.طرح اصلی در این عملیات ربودن پرونده‌ها، با نفوذ در ۱۳۶ اداره دولتی، سفارت خانه‌های خارجی، کنسولگری‌ها و همچنین سازمان‌های خصوصی منتقد کلیسای ساینتولوژی در ۳۰ کشور جهان بود. این عملیات بزرگترین عملیات نفوذ در دولت ایالات متحده آمریکا درتاریخ این کشور بود که توسط ۵ هزار مامور مخفی انجام شد.